# Чьяпас (футбольный клуб)
«Чья́пас» (исп. Club de Fútbol Jaguares de Chiapas), либо «Хагуарес де Чьяпас» — мексиканский футбольный клуб из города Тустла-Гутьеррес (административный центр штата Чьяпас). До конца сезона 2012/13 выступал в высшем дивизионе чемпионата Мексики — Лиге МХ, после чего был продан, расформирован и возрождён. Франшиза была передана другим юридическим лицам и в настоящее время клуб считается правопреемником старой команды «Хагуарес де Чьяпас», хотя формально его можно считать правопреемником переехавшего из другого города ФК «Сан-Луис».

## История
Клуб был образован 27 июня 2002 года при поддержке губернатора штата Пабло Саласара Мендигучии. История создания этой команды такова. В конце Зимнего турнира 2001 года в город Веракрус переехала команда «Ирапуато» и стала называться «Тибуронес Рохас» (Веракрус) — то есть, «Красные акулы». В Летний турнир 2002 года именно эта команда из Веракруса выступала в элитном дивизионе чемпионата Мексики. Одновременно, главная команда города (чемпион Мексики 1946 и 1950 гг.) добилась возвращения в элитный дивизион.
Было очевидно, что симпатии болельщиков будут исключительно на стороне истинных «красных акул», как всегда себя называл клуб «Веракрус». Поэтому франшиза бывшего «Ирапуато» — она же «Тибуронес Рохас» переехала в Тустла-Гутьеррес и стала современной командой «Хагуарес Чьяпас». Что касается футбола в городе Ирапуато, то филиал ФК «Пачука» — клуб «Пачука Хуниорс» — принял решение переехать в Ирапуато и нынешняя команда из этого города — фактически как раз бывшая «Пачука Хуниорс». В 2003 году «новый» «Ирапуато» даже квалифицировался в Примеру, но вскоре снялся с соревнований из-за финансовых проблем и ныне (2010 год) пребывает во втором дивизионе чемпионата страны.
В 2003—2006 гг. «Хагуарес» были средней, но довольно крепкой командой, в которой присутствовал явный лидер в атаке — парагваец Сальвадор Кабаньяс, чей результат в 59 забитых голов в 103 матчах является клубным рекордом по сей день, почти в три раза опережая показатель второго бомбардира — Адольфо Баутисты (22 гола). В Клаусуре 2006 «Хагуарес Чьяпас» выиграли свою подгруппу, однако были остановлены на стадии 1/4 финала турнира игроками «Гвадалахары». После ухода Кабаньяса в «Америку» у команды особых достижений не было.
Руководством клуба учреждён ежегодный турнир — Кубок Чьяпас, турнир имеет статус международного (так, в нём принимали участие «Саприсса», «Сан-Лоренсо», а мадридский «Атлетико» отказался от участия только из-за несовпадения по срокам с участием в Кубке Интертото). Три из шести розыгрышей (начиная с 2004 года) выиграли хозяева турнира.

### Расформирование и возрождение
20 мая 2013 года было объявлено, что клуб был продан компании Grupo Delfines, владелец которой, Амадо Яньес, также является владельцем клуба «Керетаро». Ссылаясь на низкую посещаемость матчей и недостаток местных спонсоров, новый владелец заявил, что планирует перевезти клуб из штата Чьяпас в Керетаро с намерением заменить клуб «Керетаро», который в этом сезоне был понижен во второй дивизион. По заявлению Амадо Яньес, болельщики Керетаро заслуживают домашний клуб высшего дивизиона.
После переезда клуб «Хагуарес Чьяпас» был расформирован и на его месте был основан новый клуб Керетаро — «Гальос Бланкос».
В свою очередь владельцы клуба «Сан-Луис», ссылаясь на плохую поддержку и посещаемость матчей болельщиками, приняли решение переместить клуб в город Тустла-Гутьеррес, штата Чьяпас. Клуб «Сан-Луис» был официально расформирован, а на его месте создан новый клуб получивший название «Чьяпас».
Появление нового клуба было вполне своевременным, так как существующий до этого времени в Тустле-Гутьеррес клуб высшей лиги «Хагуарес Чьяпас» был одновременно продан новым владельцам из Керетаро. Владельцы расформировали клуб «Хагуарес Чьяпас», чтобы использовать их место в высшей лиге для создания нового клуба, взамен только что пониженного во вторую лигу клуба «Керетаро».

## Титулы и достижения
- Кубок Чьяпас (3): 2004, 2005, 2007
- Кубок Месоамерики:
  - Победитель (1): 2011.
  - Финалист (1): 2015.